# رمکو یاسور
رمکو پاسور (انگلیسی: Remko Pasveer؛ زادهٔ ۸ نوامبر ۱۹۸۳) بازیکن فوتبال اهل پادشاهی هلند است.
از باشگاه‌هایی که در آن بازی کرده‌است می‌توان به باشگاه فوتبال توئنته، باشگاه فوتبال هراکس آلملو، باشگاه فوتبال گو اهد ایگلز، و باشگاه فوتبال پی‌اس‌وی آیندهوون اشاره کرد.